# Montpellier Hérault Sport Club 2013-2014
Questa voce raccoglie le informazioni riguardanti il Montpellier Hérault Sport Club nelle competizioni ufficiali della stagione 2013-2014.

## Rosa
| N. |                           | Ruolo | Calciatore         |
| -- | ------------------------- | ----- | ------------------ |
| 1  | Francia (bandiera)        | P     | Laurent Pionnier   |
| 2  | Francia (bandiera)        | D     | Garry Bocaly       |
| 3  | Francia (bandiera)        | D     | Daniel Congré      |
| 4  | Brasile (bandiera)        | D     | Hilton             |
| 5  | Costa d'Avorio (bandiera) | D     | Siaka Tiéné        |
| 6  | Francia (bandiera)        | C     | Joris Marveaux     |
| 7  | Francia (bandiera)        | A     | Anthony Mounier    |
| 8  | Francia (bandiera)        | C     | Jonas Martin       |
| 9  | Francia (bandiera)        | A     | M'Baye Niang       |
| 10 | Francia (bandiera)        | C     | Rémy Cabella       |
| 12 | Francia (bandiera)        | D     | Vincent Di Stefano |
| 14 | Francia (bandiera)        | C     | Bryan Dabo         |
| 15 | Francia (bandiera)        | C     | Jonathan Tinhan    |
| 16 | Francia (bandiera)        | P     | Geoffrey Jourdren  |
| 17 | Francia (bandiera)        | D     | Teddy Mézague      |

| N. |                     | Ruolo | Calciatore             |
| -- | ------------------- | ----- | ---------------------- |
| 18 | Marocco (bandiera)  | A     | Karim Aït-Fana         |
| 19 | Senegal (bandiera)  | A     | Souleymane Camara      |
| 20 | Francia (bandiera)  | C     | Morgan Sanson          |
| 21 | Marocco (bandiera)  | D     | Abdelhamid El Kaoutari |
| 22 | Francia (bandiera)  | D     | Benjamin Stambouli     |
| 23 | Tunisia (bandiera)  | C     | Jamel Saihi            |
| 24 | Perù (bandiera)     | A     | Jean Deza              |
| 25 | Francia (bandiera)  | D     | Mathieu Deplagne       |
| 26 | Marocco (bandiera)  | D     | Yassine Jebbour        |
| 27 | Francia (bandiera)  | C     | Jeffrey Assoumin       |
| 28 | Francia (bandiera)  | A     | Djamel Bakar           |
| 29 | Colombia (bandiera) | A     | Víctor Montaño         |
| 30 | Francia (bandiera)  | P     | Jonathan Ligali        |

## Risultati

### Campionato

#### Girone di andata
| Arbitro: | Jaffredo |

|             |           |             |
| Cabella 10’ | Marcatori | 60’ Maxwell |

| Arbitro: | Benoît Millot |

|                                       |           |             |
| Falcao 18’ (rig.) Rivière 44’ 57’ 79’ | Marcatori | 24’ Montaño |

| Montpellier 24 agosto 2013, ore CEST 3ª giornata                   | Montpellier | 2 – 1 referto | Sochaux | Stade de la Mosson (12 677 spett.) |
| \| \| \| \| \| Hilton 46’ Tiene 94’ \| Marcatori \| 43’ Contout \| |             |               |         |                                    |
|                                                                    |             |               |         |                                    |
| Hilton 46’ Tiene 94’                                               | Marcatori   | 43’ Contout   |         |                                    |

| Nizza 1º settembre 2013, ore CEST 4ª giornata                                         | Nizza     | 2 – 2 referto        | Montpellier | Allianz Riviera (14 962 spett.) |
| \| \| \| \| \| Kolodziejczak 18’ Eysseric 43’ \| Marcatori \| 34’ Camara 94’ Tiene \| |           |                      |             |                                 |
|                                                                                       |           |                      |             |                                 |
| Kolodziejczak 18’ Eysseric 43’                                                        | Marcatori | 34’ Camara 94’ Tiene |             |                                 |

| Montpellier 14 settembre 2013, ore CEST 5ª giornata | Montpellier | 0 – 0 referto | Stade Reims | Stade de la Mosson (11 667 spett.) |

| Thonon-les-Bains 21 settembre 2013, ore 21:00 CEST 6ª giornata                       | Évian TG  | 2 – 2 referto           | Montpellier | Parc des Sports (10.531 spett.) |
| \| \| \| \| \| Daniel Wass 74’ Sougou 74’ \| Marcatori \| 37’ Montaño 52’ Cabella \| |           |                         |             |                                 |
|                                                                                      |           |                         |             |                                 |
| Daniel Wass 74’ Sougou 74’                                                           | Marcatori | 37’ Montaño 52’ Cabella |             |                                 |

| 26 settembre 2013, ore 21:00 CEST 7ª giornata | Montpellier   | 0 – 0 referto | Rennes | (12.597 spett.)\| Arbitro: \| Philippe Kalt \| |
| Arbitro:                                      | Philippe Kalt |               |        |                                                |

| Arbitro: | Sébastien DESIAGE |

|           |           |             |
| Zubar 36’ | Marcatori | 10’ Cabella |

| Montpellier 6 ottobre 2013, ore 14:00 CEST 9ª giornata                                                             | Montpellier | 5 – 1 referto | Olympique Lione | Stade de la Mosson (14 730 spett.) |
| \| \| \| \| \| Montaño 16’ Mounier 45’ Cabella 59’ (rig.) Cabella 66’ Montaño 68’ \| Marcatori \| 47’ Lacazette \| |             |               |                 |                                    |
| |             |               |                 |                                    |
| Montaño 16’ Mounier 45’ Cabella 59’ (rig.) Cabella 66’ Montaño 68’                                                 | Marcatori   | 47’ Lacazette |                 |                                    |

| Montpellier 19 ottobre 2013, ore CEST 10ª giornata | Montpellier | 0 – 1 referto | Lilla | Stade de la Mosson (13 990 spett.) |
| \| \| \| \| \| \| Marcatori \| 4’ Souaré \|        |             |               |       |                                    |
|                                                    |             |               |       |                                    |
|                                                    | Marcatori   | 4’ Souaré     |       |                                    |

| Bordeaux 27 ottobre 2013, ore CET 11ª giornata             | Bordeaux  | 2 – 0 referto | Montpellier | Stade Chaban-Delmas (15 972 spett.) |
| \| \| \| \| \| Diabaté 75’ Obraniak 90’ \| Marcatori \| \| |           |               |             |                                     |
|                                                            |           |               |             |                                     |
| Diabaté 75’ Obraniak 90’                                   | Marcatori |               |             |                                     |

| Parigi 1º novembre 2013, ore CET 12ª giornata | Montpellier | 4 – 0 | Nantes | Parc des Princes (44.994 spett.) |

| Parigi 9 novembre 2013, ore CET 13ª giornata | Valenciennes | 3 – 1 | Montpellier | Parc des Princes (45.599 spett.) |

| Reims 23 novembre 2013, ore 17:00 CET 14ª giornata | Montpellier | 0 – 3 | Guingamp | Stade Auguste Delaune (20.666 spett.) |

| Parigi 1º dicembre 2013, ore 21:00 CET 15ª giornata | Olympique Marsiglia | 4 – 0 | Montpellier | Parc des Princes (44.829 spett.) |

| Annecy 4 dicembre 2013, ore 21:00 CET 16ª giornata | Montpellier | 2 – 0 | Lorient | Parc des Sports (14.346 spett.) |

| Parigi 7 dicembre 2013, ore 17:00 CET 17ª giornata | Tolosa | 1 – 1 | Montpellier | Parc des Princes (45.057 spett.) |

| Rennes 14 dicembre 2013, ore 17:00 CET 18ª giornata | Montpellier | 1 – 3 | Saint-Étienne | Stade de la Route de Lorient (28.233 spett.) |

| Parigi 22 dicembre 2013, ore 21:00 CET 19ª giornata | Bastia | 0 – 0 | Montpellier | Parc des Princes (45.844 spett.) |

#### Girone di ritorno
| Montpellier 10 gennaio 2014, ore CEST 20ª giornata      | Montpellier | 2 – 1 referto | Monaco | Stade de la Mosson (15.476 spett.) |
| \| \| \| \| \| Niang 69’ \| Marcatori \| 52’ Kurzawa \| |             |               |        |                                    |
|                                                         |             |               |        |                                    |
| Niang 69’                                               | Marcatori   | 52’ Kurzawa   |        |                                    |

| Sochaux 18 gennaio 2014, ore CEST 21ª giornata          | Sochaux   | 0 – 2 referto         | Montpellier | Auguste Bonal (16.909 spett.) |
| \| \| \| \| \| \| Marcatori \| 19’ Mounier 19’ Tiene \| |           |                       |             |                               |
|                                                         |           |                       |             |                               |
|                                                         | Marcatori | 19’ Mounier 19’ Tiene |             |                               |

| Montpellier 25 gennaio 2014, ore CEST 22ª giornata                            | Montpellier | 3 – 1 referto | Nizza | Stade de la Mosson (13.349 spett.) |
| \| \| \| \| \| Niang 31’ Hilton 53’ Camara 81’ \| Marcatori \| 68’ Bosetti \| |             |               |       |                                    |
|                                                                               |             |               |       |                                    |
| Niang 31’ Hilton 53’ Camara 81’                                               | Marcatori   | 68’ Bosetti   |       |                                    |

| Reims 1º febbraio 2014, ore CEST 23ª giornata                                                           | Stade Reims | 2 – 4 referto                        | Montpellier | Stade Auguste Delaune (13.803 spett.) |
| \| \| \| \| \| Ayité 58’ El Kaoutari 65’ (aut.) \| Marcatori \| 29’ Marveaux 46’ Cabella 55’ Cabella \| |             |                                      |             |                                       |
| |             |                                      |             |                                       |
| Ayité 58’ El Kaoutari 65’ (aut.)                                                                        | Marcatori   | 29’ Marveaux 46’ Cabella 55’ Cabella |             |                                       |

| Montpellier 8 febbraio 2014, ore CEST 24ª giornata         | Montpellier | 1 – 1 referto | Évian TG | Stade de la Mosson (12.281 spett.) |
| \| \| \| \| \| Cabella 44’ \| Marcatori \| 32’ Berigaud \| |             |               |          |                                    |
|                                                            |             |               |          |                                    |
| Cabella 44’                                                | Marcatori   | 32’ Berigaud  |          |                                    |

| Rennes 15 febbraio 2014, ore CEST 25ª giornata                                    | Rennes    | 2 – 2 referto         | Montpellier | Stade de la Route de Lorient (14 353 spett.) |
| \| \| \| \| \| Toivonen 10’ Toivonen 65’ \| Marcatori \| 54’ Congre 90’ Camara \| |           |                       |             |                                              |
|                                                                                   |           |                       |             |                                              |
| Toivonen 10’ Toivonen 65’                                                         | Marcatori | 54’ Congre 90’ Camara |             |                                              |

| Montpellier 22 febbraio 2014, ore CEST 26ª giornata       | Montpellier | 2 – 0 referto | Ajaccio | Stade de la Mosson (12 028 spett.) |
| \| \| \| \| \| Mounier 55’ Cabella 94’ \| Marcatori \| \| |             |               |         |                                    |
|                                                           |             |               |         |                                    |
| Mounier 55’ Cabella 94’                                   | Marcatori   |               |         |                                    |

| Lione 2 marzo 2014, ore CEST 27ª giornata | Olympique Lione | 0 – 0 referto | Montpellier | Stade de Gerland (35 865 spett.) |

| Lilla 9 marzo 2014, ore CEST 28ª giornata           | Lilla     | 0 – 0 referto | Montpellier | Stade Pierre-Mauroy (40 264 spett.) |
| \| \| \| \| \| Basa 18’ Roux 57’ \| Marcatori \| \| |           |               |             |                                     |
|                                                     |           |               |             |                                     |
| Basa 18’ Roux 57’                                   | Marcatori |               |             |                                     |

| Montpellier 16 marzo 2014, ore CEST 29ª giornata          | Montpellier | 1 – 1 referto | Bordeaux | Stade de la Mosson (14 018 spett.) |
| \| \| \| \| \| Hilton 34’ \| Marcatori \| 24’ Henrique \| |             |               |          |                                    |
|                                                           |             |               |          |                                    |
| Hilton 34’                                                | Marcatori   | 24’ Henrique  |          |                                    |

| Nantes 22 marzo 2014, ore CEST 30ª giornata                             | Nantes    | 2 – 1 referto     | Montpellier | Stade de la Beaujoire (32 738 spett.) |
| \| \| \| \| \| Gakpe 3’ Djidji 21’ \| Marcatori \| 34’ (aut.) Djidji \| |           |                   |             |                                       |
|                                                                         |           |                   |             |                                       |
| Gakpe 3’ Djidji 21’                                                     | Marcatori | 34’ (aut.) Djidji |             |                                       |

| Montpellier 29 marzo 2014, ore CEST 31ª giornata | Montpellier | 0 – 0 referto | Valenciennes | Stade de la Mosson (17 109 spett.) |

| Guingamp 4 aprile 2014, ore CEST 32ª giornata                                  | Guingamp  | 1 – 2 referto                   | Montpellier | Stade de Roudourou (15 966 spett.) |
| \| \| \| \| \| Yatabaré 61’ \| Marcatori \| 25’ (aut.) Sorbon 27’ Stambouli \| |           |                                 |             |                                    |
|                                                                                |           |                                 |             |                                    |
| Yatabaré 61’                                                                   | Marcatori | 25’ (aut.) Sorbon 27’ Stambouli |             |                                    |

| Montpellier 12 aprile 2014, ore CEST 33ª giornata | Montpellier | – | Olympique Marsiglia | Stade de la Mosson |

| Lorient 20 aprile 2014, ore CEST 34ª giornata | Lorient | – | Montpellier | Stade du Moustoir |